# Boussu-lez-Walcourt
Pour les articles homonymes, voir Boussu (homonymie).
Boussu-lez-Walcourt (en wallon Boussu-dlé-Walcoû) est une section de la commune belge de Froidchapelle située dans la province de Hainaut. Boussu se trouve sur le territoire du Parc national de l'Entre-Sambre-et-Meuse (ESEM).
C'était une commune à part entière avant la fusion des communes de 1977.

## Géographie
Village situé au centre de l’Entre-Sambre-et-Meuse, au nord de Cerfontaine et de Froidchapelle, à l’est d‘Erpion et de Vergnies, au sud de Castillon et de Fontenelle, et à l’ouest de Silenrieux.

## Évolution démographique
- Sources : INS, Rem. : 1831 jusqu'en 1970 = recensements, 1976 = nombre d'habitants au 31 décembre.

## Histoire
On y a découvert des vestiges d’une habitation belgo-romaine et un cimetière franc en 1888.
En 1201, Élisabeth de Merbes fait don de l’autel (chapelle ou église) à l’abbaye de Lobbes.
Six ans plus tard, une partie de cette dîme est réservée au prieuré d’Oignies. En 1291, le domaine de Boussu est détaché de la seigneurie de Barbençon et donné au cadet de cette famille. Trois maisons vont se succéder à la tête de ce nouveau fief : les Barbençon, dits de Boussu, les Desmanet et les de Hennin.
En 1406, le village et le château sont incendiés par Jean de Bavière, prince-évêque de Liège.
La paroisse, dédiée à saint Rémy, est érigée vers 1444. En 1575, on érige la tour de l’église. En 1736, le décimateur, l’abbaye de Lobbes, reconstruit l’église. Cette dernière sera abattue en 1867 pour faire place au bâtiment actuel.
Michel de Ligne accorde en 1458 des droits et des privilèges aux Boussutois.
En 1473, la seigneurie de Septanes (origine probable : 7 aulnes), à la limite de Barbençon, est possédée par Jacques de Thiant, habitant de Valenciennes.
En 1636, la peste emporte 101 habitants dont le dernier est le curé Pierre Bardeau.
Albert de Ligne, prince de Barbençon, construit un fourneau à Féronval (littéralement : le val du forgeron) en 1650.
Le traité de Nimègue (1678) incorpore la principauté de Barbençon, dont fait partie le village, au domaine du roi de France.
En 1760, on construit une route carrossable de Boussu à Barbençon.
Le village est versé dans le département du Nord, à la création de cette division administrative en 1790.
Une carrière de marbre, encore exploitée en 1802-1803, faisait partie des ressources de la commune.
Début juin 1815, des troupes françaises, qui se dirigent vers Charleroi, Ligny et Waterloo, campent autour du village. Moins d’un mois plus tard, elles seront remplacées par un corps d’armée prussien.
En 1815, à la suite de la défaite de Napoléon Ier, Boussu-les-Walcourt passe aux Pays-Bas. La commune reste néerlandaise jusqu'à la révolution belge de 1830 date à laquelle elle devient belge
En 1815 comme en 1830, les cinq paroisses de la principauté de Barbençon (Barbençon, Boussu, Erpion, Renlies, Vergnies) sont oubliées et restent dans l’archidiocèse de Cambrai; elles sont donc dirigées par des curés français; ce n’est qu’en 1890 qu’elles seront réunies au diocèse de Tournai.
En novembre 1916, des hommes sont déportés en Allemagne comme travailleurs civils; dans le Liber memorialis de la paroisse, le curé note prudemment : « … 14 paroissiens partent pour l’étranger. »
La commune paie un lourd tribut lors de la 2e guerre mondiale : 11 habitants décèdent en exode, 7 réfugiés sont tués lors de l’arrivée de l’ennemi (bombardement le 13 mai notamment) et 6 autres habitants meurent sous les balles ou dans des camps de prisonniers de guerre et de concentration.
Dans la soirée du 28 août 1942, un bombardier canadien chute au sud de la commune : deux hommes d’équipage sont tués et les deux autres parviennent à regagner l’Angleterre par la France, l’Espagne et Gibraltar.
Un groupe de résistants, le Refuge C 60 Le Linot, reçoit par deux fois des parachutages d’armes à Badon.
Un V2 s’écrase le 19 octobre 1944, occasionnant quelques dégâts matériels
1943 pendant la guerre André LABILLOY fraîchement diplômé fonde sa pharmacie la première à Boussu..
Dès les années 1960, Boussu-lez-Walcourt assiste a un renouveau sur les plans démographique et économique. La restauration, lancée sous le mandat de Georges Lyon, bourgmestre, de l'église et de l'administration communale atteste cette période. L'approche de la fusion des communes affaiblit progressivement la commune tant sur le plan économique que politique.
En 1977, Boussu-les-Walcourt intègre la commune de Froidchapelle dont elle dépend désormais.

### Batailles
Quatre batailles se sont déroulées dans le village et ses environs :
- Bataille de Walcourt (25 août 1689) : défaite des Français (commandés par le maréchal d’Humières) par le prince de Waldeck, qui est à la tête d’un détachement néerlandais.
- Victoire française du 4 juillet 1693 : remportée sur les Hollandais par le comte de Verteillac (tué au combat à Boussu-lez-Walcourt, sa tombe se trouve dans la collégiale Sainte-Waudru à Mons).
- Le 16 octobre 1793 : massacre de 400 Français, soldats improvisés qui se croient à l’abri mais qui sont attaqués par 3 000 Autrichiens placés sous les ordres d’un major wallon, Pessler.
- Victoire française du 7 floréal an II ou 26 avril 1794 : lors d’un mouvement général depuis Philippeville jusqu’à Dunkerque, sous les ordres de Charbonnier, l’armée des Ardennes, met en fuite ses adversaires. Tout à coup, les Français sont attaqués par des paysans pro-autrichiens commandés par Charles Graux, de Virelles. Croyant avoir affaire aux habitants du lieu, les soldats français incendient le village.

## Patrimoine et culture locale

### Patrimoine architectural
- Église Saint-Remy. Bâtie en 1868 par l'architecte Piret de Walcourt en replacement d'un édifice du XVIIIe siècle[4].
- L'ancien presbytère datant du début du XVIIe siècle[5]. Il se situe rue Ferme Lambotte.
- Partie des dépendances agricole du château des seigneurs de Boussu. Disparu avant le XVIIIe siècle, le site a été fouillé en 1890, Seigneurie tenue des Barbençon dits de Boussu de la fin du XIIIe siècle jusqu'au XVIIIe siècle puis passée par alliance aux Desmanet et aux Hénin de Boussu[6].
- Ferme de Septanne, ancienne maison de maître de forge, importante ferme composée d'un logis du dernier tiers du XVIIIe siècle avec des dépendances récentes[7].

### Monument
- Monument du maquis : à Badon, entre le barrage de la Plate Taille et le village, une stèle fixée sur un bloc de marbre, inaugurée le 11 septembre 1988, rappelle qu’en cet endroit le refuge C 60 « Le linot » de l’Armée Secrète a reçu en trois parachutages 9 tonnes d’armes et de matériel de transmission, après réception du message : « La carpe est muette et le buffet est vide ».

### Le complexe des barrages de l'Eau d'Heure
Le complexe des Barrages de l'Eau d'Heure comprend deux barrages et trois pré-barrages et couvre une grande partie des communes de Boussu-lez-Walcourt (province de Hainaut) et de Cerfontaine (province de Namur). Il forme le plus grand espace d’eau de la Belgique, d’une superficie de 635 ha et d’un volume d’eau de 86 305 000 m3. Il se compose des lacs de l’Eau d’Heure et de la Plate-Taille et des pré-barrages ou lacs de Falemprise, du Ri-jaune et de Féronval. Le site est dominé par une tour panoramique de 107 m de hauteur et la route construite sur le barrage a une longueur de 107 m de longueur. Le barrage-poids de la Plate-Taille a été construit entre 1971 et 1980, destiné à constituer un bassin d'appoint et complété par une centrale hydro-électrique et par une tour panoramique haute de 107 m en béton crénelé bouchardé, réalisé par l'architecte Jean Barthélemy, en contrebas, la centrale couverte de cinq toitures pyramidales, qui laisse apparaître entre elles quatre jardins suspendus au niveau de la galerie de visite.

## Galerie photos

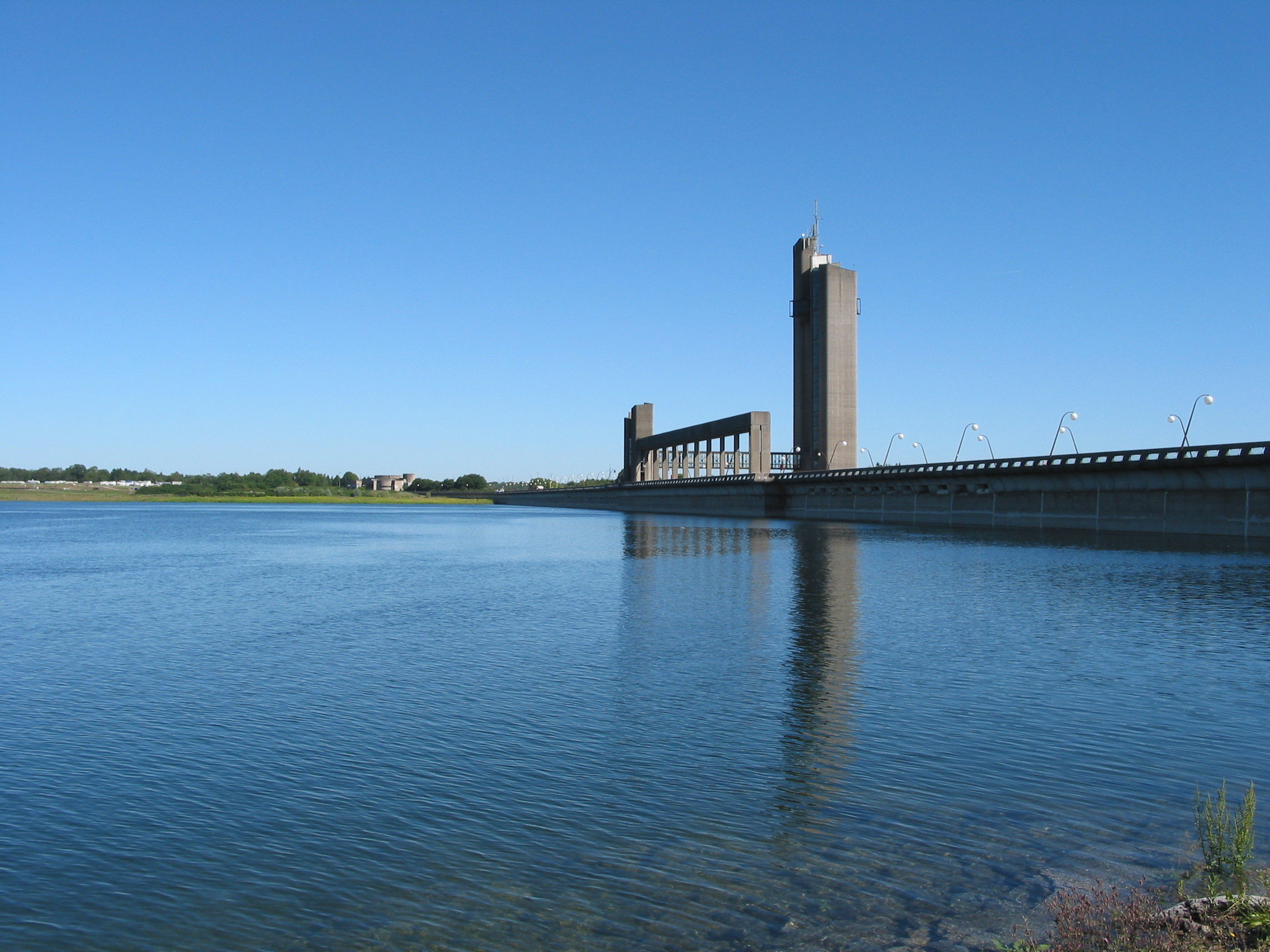
Le lac et le barrage de la Plate-taille.
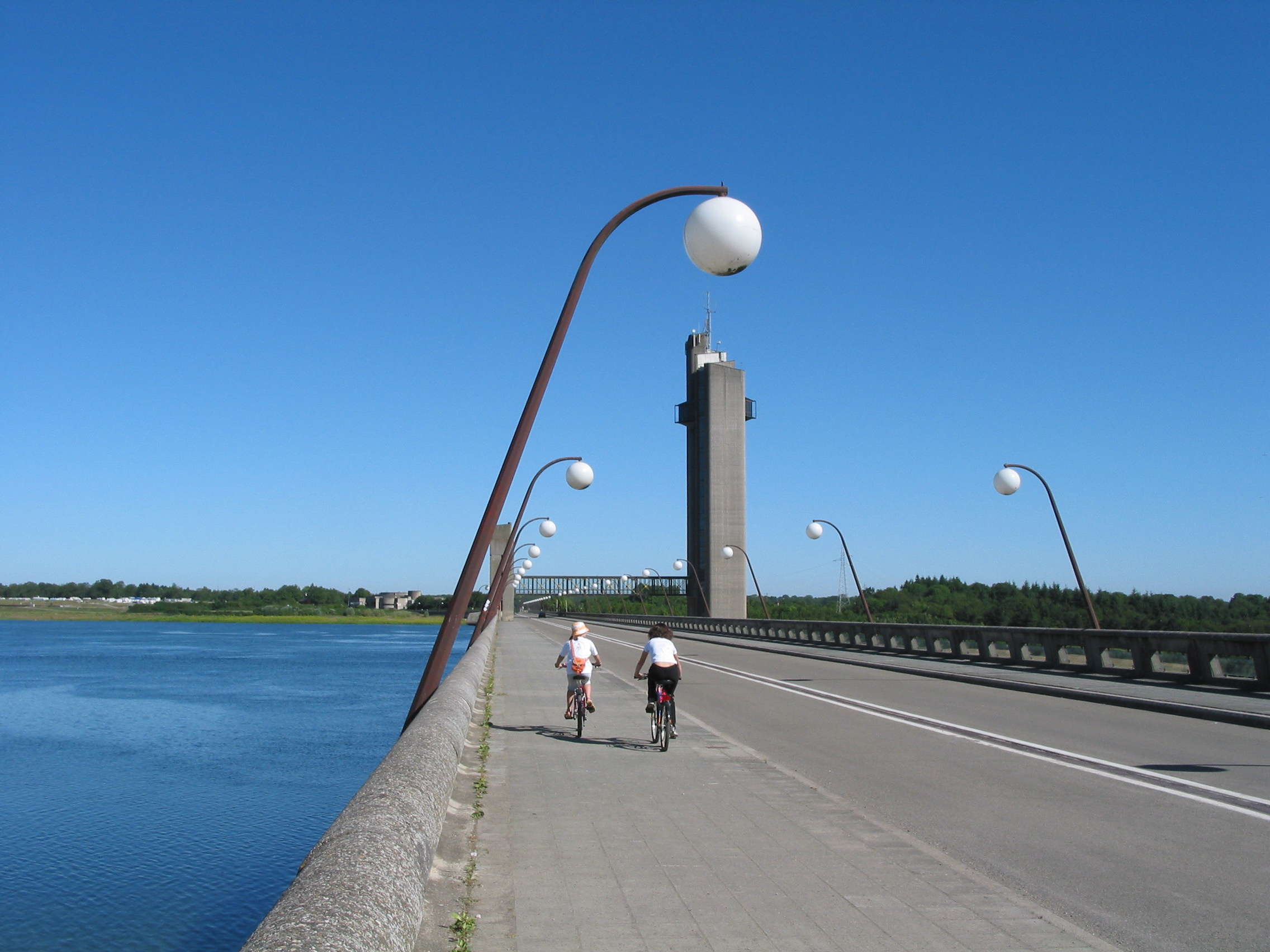
Le barrage de la Plate-taille et sa tour d'observation.